# Selección juvenil de rugby de Sudáfrica
La selección juvenil de rugby de Sudáfrica también llamada Baby Boks es el equipo nacional de rugby regulado por la South African Rugby Union (SARU). La edad de sus integrantes ha variado según la edad máxima permitida en cada torneo, los mundiales actuales son para menores de 20, en el pasado compitió con selecciones de menores de 19 y de 21, denominándose M20, M19 o M21 según fuera el caso. 
Ha tenido éxito en los principales torneos mundiales, y desde que se creó el Campeonato Juvenil instituido por la World Rugby ha obtenido dos campeonatos en las ediciones 2012 y 2025.
Participa anualmente en el Campeonato Juvenil y en el Rugby Championship M20.

## Uniforme
La camiseta principal de los Baby Boks es verde con cuello amarillo y la secundaria mayoritariamente blanca. Completa la indumentaria el short verde y las medias blancas.

## Palmarés
- Campeonato Mundial (2): 2012, 2025

- Mundial M19 (3): 1994, 2003, 2005[1][2]

- Mundial M21 (2): 2002, 2005

- Torneo SANZAR/UAR M21 (1): 1999

- International Series (1): 2021

- Six Nations U20 Summer Series (1): 2022

## Participación en copas
| - Francia 2000: 6º puesto - Sudáfrica 2004: 3º puesto - Sudáfrica 2005: Campeón - EAU 2006: 8º puesto - Irlanda del Norte 2007: 2º puesto - Sudáfrica 2002: Campeón - Inglaterra 2003: 4º puesto - Escocia 2004: 3º puesto - Argentina 2005: Campeón - Francia 2006: 2º puesto - Argentina 1995: 2° puesto - Nueva Zelanda 1996: 3° puesto - Australia 1997: 4° puesto (último) - Sudáfrica 1998: 3° puesto - Argentina 1999: Campeón - Nueva Zelanda 2000: 2º puesto - Australia 2001: 6º puesto | - Gales 2008: 3º puesto - Japón 2009: 3º puesto - Argentina 2010: 3º puesto - Italia 2011: 5º puesto - Sudáfrica 2012: Campeón - Francia 2013: 3º puesto - Nueva Zelanda 2014: 3º puesto - Italia 2015: 3º puesto - Inglaterra 2016: 4º puesto - Georgia 2017: 3º puesto - Francia 2018: 3º puesto - Argentina 2019: 3º puesto - Italia 2020: Cancelado - Sudáfrica 2023: 3º puesto - Sudáfrica 2024: 7º puesto - Italia 2025: Campeón - Georgia 2026: A disputarse - Australia 2024: 2.º puesto - Sudáfrica 2025: 3.º puesto - International Series 2021: Campeón invicto - Summer Series M-20 2022: Campeón invicto |